# République (dirigeable)
Pour les articles homonymes, voir République (homonymie).
Le dirigeable La République était un dirigeable militaire français, construit en 1908 et qui s'est écrasé en 1909.

## Caractéristique
La République a été fabriqué par la société Lebaudy Frères. Son enveloppe de 3 200 m3 était propulsée par un moteur à quatre cylindres de 70 chevaux. À l'origine conçu par l'ingénieur Julliot, il a été construit dans les ateliers des frères Paul et Pierre Lebaudy, à Moisson (Yvelines), sous la direction de M. Juchmès et mis en service en juillet 1908.

## Raids aériens
Le 5 septembre 1908, le dirigeable va faire sa plus longue sortie dans les airs à cette date : soit environ 180 kilomètres parcourus en 6 h 30 de Paris à Compiègne, aller et retour. Le dirigeable est alors monté par le commandant Voyer, le capitaine Bois et l’adjudant-mécanicien Vincenot,

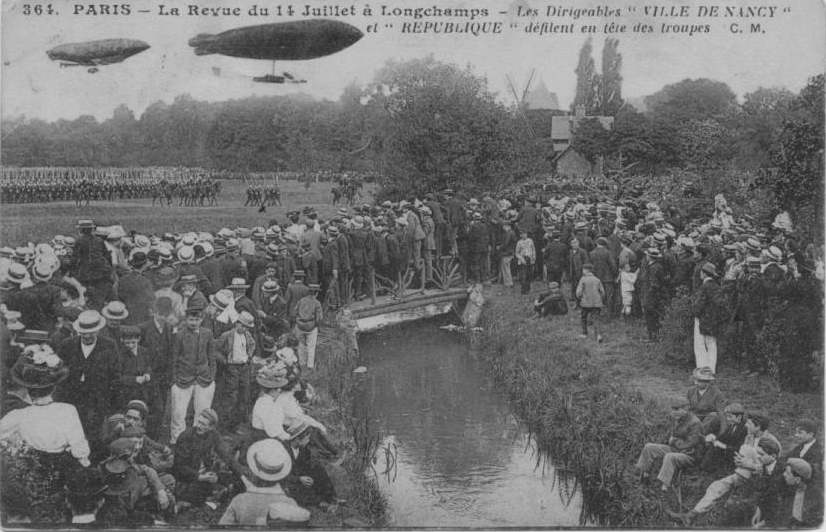
Paris - La revue du 14 Juillet à Longchamps - Les dirigeables Ville-de-Nancy et République défilent en tête des troupes.

Avec le dirigeable Ville-de-Nancy, il a participé au défilé du 14 juillet 1909 à Longchamp, sans doute un des premiers défilés aériens à l'occasion de la fête nationale. Fin juillet, il quitte son hangar de Moisson pour Chalais-Meudon où il devient propriété de l’armée. Les bons résultats de ce dirigeable décident le ministre de la Guerre à faire, pour la première fois, participer un dirigeable aux manœuvres militaires de l’automne qui se déroulent dans le Bourbonnais.

## Accident mortel
Il décolle de Lapalisse le 25 septembre 1909 à 7 h 20, passe au-dessus de Moulins et s'écrase vers 8 h 30 à Trévol, près de l'entrée du château d'Avrilly, une pale de l'hélice s'étant brisée et ayant déchiré l'enveloppe,, alors qu'il devait prendre part au premier salon de l’Aéronautique en survolant le Grand Palais de Paris où se tenait la manifestation inaugurée ce même jour.

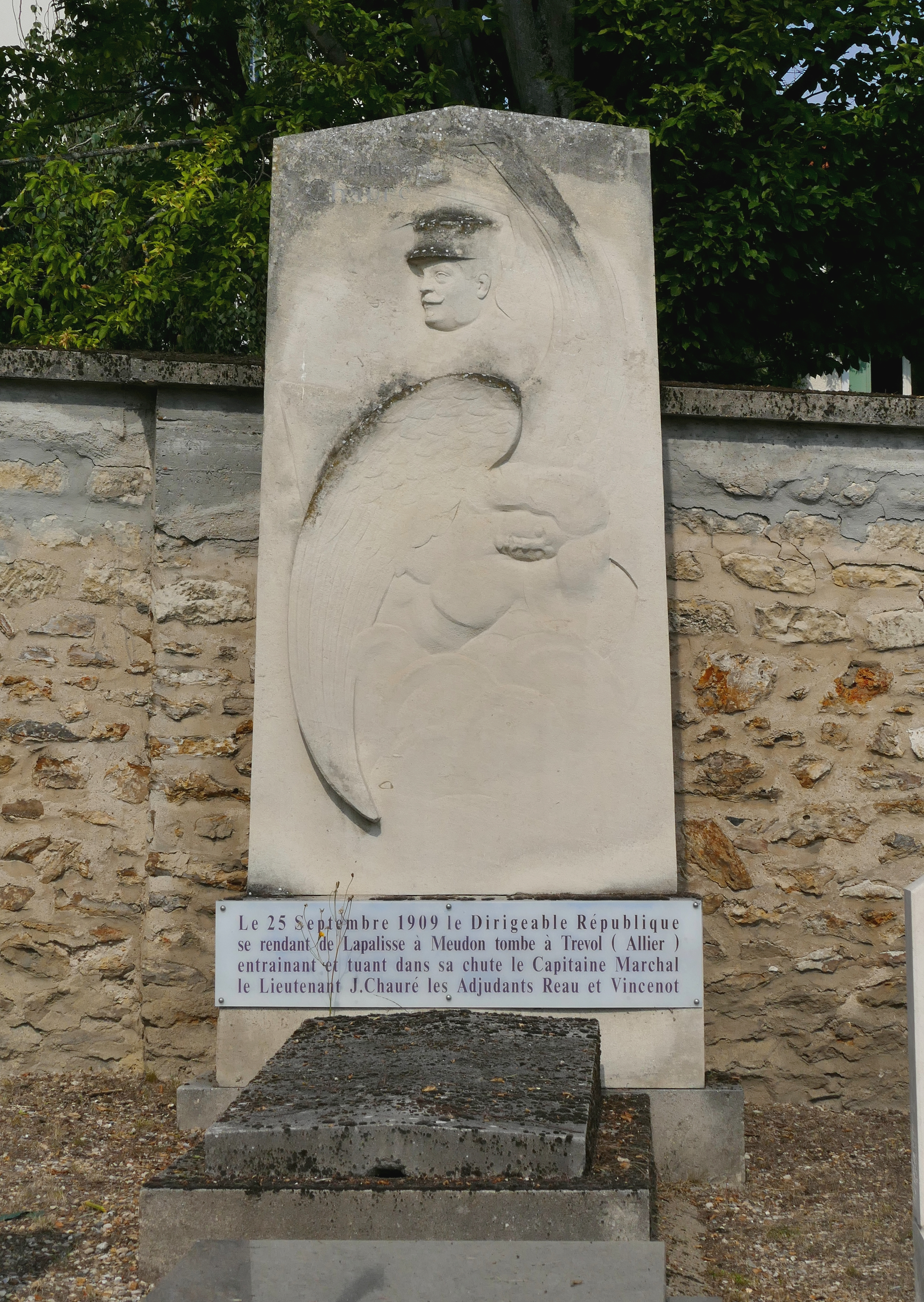
La stèle au cimetière de Meudon.

Cet accident entraîne la mort de l'équipage de l'appareil : le capitaine Marchal, le lieutenant Chauré et les adjudants Vincenot et Albert Réau (1879-1909). Ce dernier était originaire de Naintré. Des funérailles nationales sont célébrées le 28 septembre 1909 en la cathédrale Saint-Louis de Versailles. Un monument réalisé par Henri Bouchard commémore l'événement à Trévol. Une stèle à leur souvenir est présente dans le cimetière des Longs Réages à Meudon.

« Dès le lendemain de la perte de La République, le journal Le Temps, sollicité par ses lecteurs, ouvrait une souscription publique au profit de la flotte aérienne militaire. Les sommes recueillies dépassent à ce jour 300 000 francs. Enfin M. Spiess, inventeur d'un dirigeable rigide, dont le brevet a été déposé il y a une vingtaine d'années, a offert à l’État un ballon de 7 000 mètres cubes dont le modèle est actuellement exposé au Grand Palais. »

— « La Catastrophe de "LA RÉPUBLIQUE" », La Revue Aérienne, no 24,‎ 10 octobre 1909 (lire en ligne).

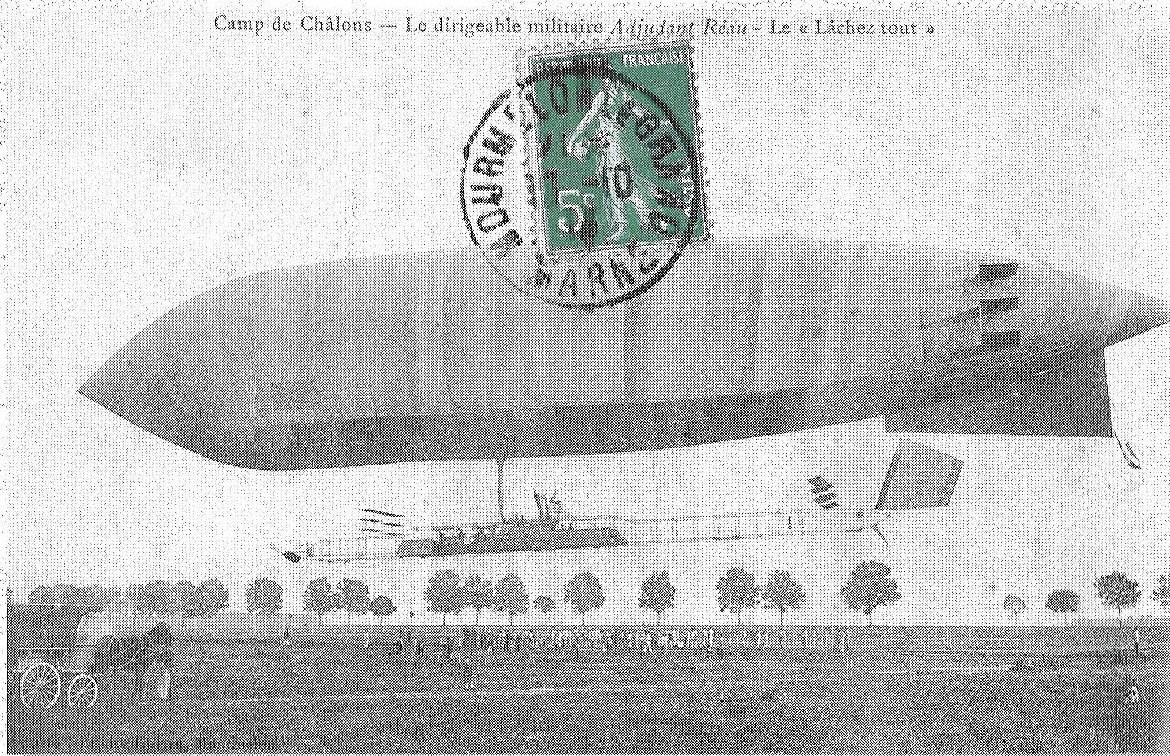
Le dirigeable Adjudant-Réau au camp de Châlons.

Des dirigeables militaires seront nommés en l'honneur de Réau, Vincenot, Chauré et Marchal. Il existe à Paris une rue de l'Adjudant-Réau, une place de l'Adjudant-Vincenot, une rue du Capitaine-Marchal et une rue du Lieutenant-Chauré.